# Ракаиа (город)
Ракаиа (англ. Rakaia) — город, расположенный недалеко от одноимённой реки в равнинах Кентербери на Южном острове Новой Зеландии. Находится в 57 км к югу от Крайстчерча на первом шоссе Главной Южной линии. Непосредственно к северу от города находятся самый длинный автомобильный мост Новой Зеландии и самый длинный железнодорожный мост, оба из которых пересекают широкие галечные русла реки. Длина обоих мостов составляет около 1750 метров.
Ракаиа располагался на железнодорожной ветке к городу Метвен, которая работала с 1880 до ее закрытия в 1976. В результате аварии на железнодорожном вокзале в 1899 году погибли четыре человека.
Город и река были ранее известны под названием Чамли. В 1934 году город переименовали созвучное языку маори. 
Сельская община Актон расположена к югу от Ракаии.
Город с населением около 1000 человек, главной достопримечательностью которого является огромная фигура лосося из стеклопластика, получил название от реки, которая известна ловлей лосося и форели, на ней можно заняться рафтингом, катанием на водных мотоциклах, каякингом, конным туризмом, и наблюдением за птицами. Во время рыболовного сезона с октября по апрель рыболовы промышляют в устье реки в 20 километрах к востоку от города. Конкурс по ловле лосося, проводимый в конце февраля, чрезвычайно популярен.